# 黑背帶短帶䲁
黑背帶短帶䲁（學名：Plagiotremus phenax），又稱偽橫口䲁，為輻鰭魚綱鳚形目䲁科短帶䲁屬的一種，分布於印度洋馬爾地夫、斯里蘭卡、安達曼群島、泰國及印尼海域，深度1至10公尺，本魚體長形，頭無鬚，口下位，身體呈淺灰色，背鰭邊緣有黑色條紋，下顎後側有一顆大而彎曲的犬齒，背鰭硬棘7-8枚、背鰭軟條27-29枚、臀鰭硬棘2枚、臀鰭軟條20-23枚，體長可達8公分，棲息在沿岸礁石淺水域，生活習性不明。